# Luigi Tomasini
Luigi Tomasini (vagy Alois Luigi Tomasini), (Pesaro, 1741. június 22. – Kismarton, 1808. április 25.) olasz hegedűs és zeneszerző, az Esterházy család Joseph Haydn által vezetett udvari zenekarának koncertmestere volt.

## Élete

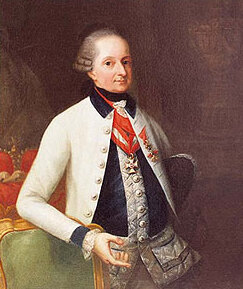
I. Miklós Esterházy herceg, akinek a szolgálatában állt 1762 és 1790 között

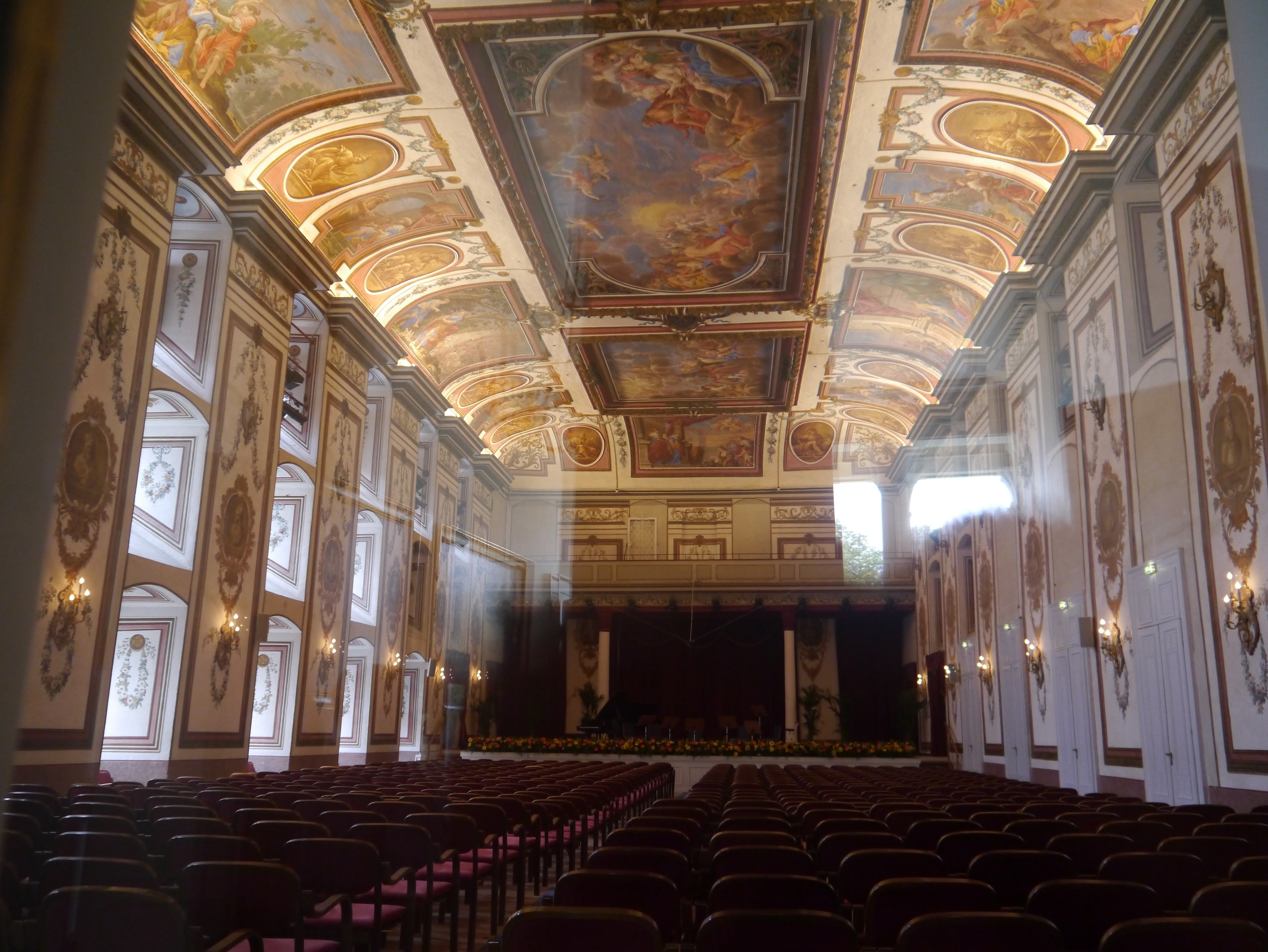
A kismartoni Esterházy-kastély Haydn terme

A 16 éves Tomasinit 1757-ben Esterházy II. Pál Antal fedezte fel, aki udvartartásába szerződtette és Velencében zenei képzést biztosított számára, majd udvari zenészként alkalmazta. II. Pál Antal herceg halála után, 1762-ben a hercegi címet és vagyont I. Miklós herceg örökölte. Tomasini a kismartoni, ill. fertődi Esterházy-kastélyban működő udvari zenekar koncertmestere lett. Az együttes kezdetben a mai szimfonikus zenekarokhoz képest kevés tagot, 13-15 főt számlált, később a kastélyokban rendezett operaelőadások kedvéért 22-24 főre bővült. Pályája során a két kastély zenetermében részese volt Haydn szinte teljes életműve ősbemutatóinak, aki legalább két hegedűversenyt Tomasini számára komponált. I. Miklós herceget halála után fia, a zenét kevésbé kedvelő Esterházy Antal követte, később azonban, II. Miklós herceg alatt, az újból megélénkülő udvari zenei életben Tomasini az idősödő Haydn mellett az udvari kamarazene vezetője címet kapta 1802-ben.
Tomasini koncertmesteri és szólista tevékenysége mellett több szimfóniát, versenyművet, kamaradarabot komponált, ezek között 24 divertimentót az I. Miklós herceg által kedvelt barytonra, melyen a herceg műkedvelőként is kiválóan játszott.
Tomasini Josepha Vogllal lépett házasságra, akitől 12 gyereke született, egyik fia, Alois Tomasini (1779–1858) zenei képzést kapott Haydntól és később Neustrelitzban szintén koncertmester lett. Négy másik gyermeke, köztük Anton Tomasini (1775–1824) az Esterházy hercegi család alkalmazásában állt udvari zenészként.

## Kompozíciói
- szimfóniák
- hegedűversenyek
- megközelítőleg 30 vonósnégyes, köztük az ismertebbek a három op. 8-as (1808)
- 24 divertimento
- hegedűszonáták

## Média
- Luigi Tomasini A-dúr trió két hegedűre és csellóra a YouTube-on.
- Luigi Tomasini C-dúr baryton divertimento no. 7. a YouTube-on.